# Изумрудные хиты
«Изумрудные хиты» — альбом российской группы «Чайф», записанный при участии музыкантов ансамбля «Изумруд». Был записан в 2004 году, вышел в марте 2005 года.

## История создания
С ансамблем «Изумруд» «Чайф» встретился на одной сцене, где вместе практически экспромтом была исполнена песня «Не спеши». Присутствовавшие в зале официальные лица аплодировали стоя. Решив не ограничиваться одним выступлением, коллективы подготовили целую концертную программу, в которой известные песни «Чайфа» приобрели совершенно новый вид.
Премьера этой программы состоялась в рамках фестиваля «Нашествие-2003», проходившего в студии «Нашего радио». 10 октября 2003 прошёл большой концерт в ДК им. Горбунова, где «Чайф» вместе с «Изумрудом» представили программу «Русский народный „ЧайФ“». Для неё музыканты отобрали 12 песен — как новые, с последнего на тот момент номерного альбома группы «48», так и проверенные временем хиты. С этой же программой «чайфы» выступали и в родном Екатеринбурге, и в Санкт-Петербурге.
Логическое завершение удачного сотрудничества — выпуск альбома «Изумрудные хиты». Запись пластинки проходила в собственной студии «ЧайФа» «Дети гор» в 2004 году.

## Список композиций
Все песни кроме отмеченной написаны Владимиром Шахриным.
| №   | Название                                                                      | Длительность |
| --- | ----------------------------------------------------------------------------- | ------------ |
| 1.  | «Вольный ветер»                                                               | 3:45         |
| 2.  | «Матаня (Среднеуральская)»                                                    | 3:14         |
| 3.  | «За полшага»                                                                  | 4:00         |
| 4.  | «Африка»                                                                      | 3:22         |
| 5.  | «Аргентина-Ямайка 5:0»                                                        | 3:33         |
| 6.  | «Сальто назад»                                                                | 4:56         |
| 7.  | «Всему своё время»                                                            | 3:40         |
| 8.  | «Никто не услышит (Ой-йо)»                                                    | 4:49         |
| 9.  | «Пиво»                                                                        | 3:02         |
| 10. | «С войны»                                                                     | 5:17         |
| 11. | «В её глазах»                                                                 | 4:39         |
| 12. | «Не спеши»                                                                    | 3:57         |
| 13. | «Оранжевое настроение»                                                        | 5:26         |
| 14. | «В ночь по новым адресам» (музыка — Вячеслав Двинин, слова — Сергей Шкаликов) | 4:26         |

## Участники записи
| Чайф - Владимир Шахрин — гитара, вокал - Владимир Бегунов — гитара, вокал - Вячеслав Двинин — бас-гитара, вокал - Валерий Северин — барабаны, вокал | Ансамбль «Изумруд»: - Надежда Жихарева — домра - Светлана Соловей — домра - Михаил Сидоров — балалайка - Ринат Якупов — баян - Вадим Перевалов — контрабас-балалайка - Евгений Ханчин — перкуссия |